# Erora quaderna
Erora quaderna är en fjärilsart som beskrevs av William Chapman Hewitson 1868. Erora quaderna ingår i släktet Erora och familjen juvelvingar. Inga underarter finns listade i Catalogue of Life.

## Bildgalleri

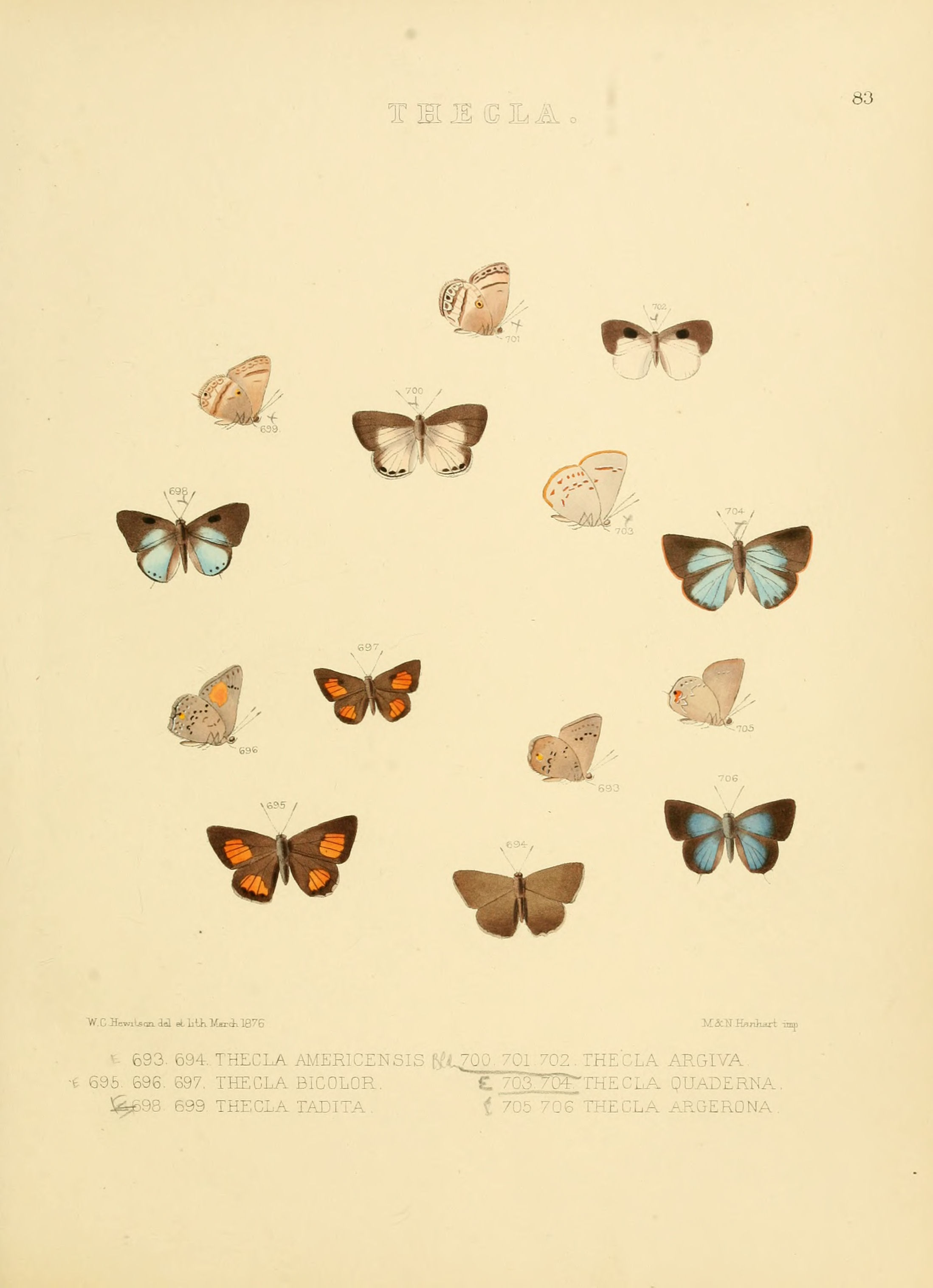